# بالة (علم التشريح العصبي)
في علم التشريح العصبي، تشير البالة (البليوم أو لحاة المخ) إلى طبقات المادة البيضاء والرمادية التي تغطي السطح العلوي من المخ لدى الفقاريات. يعمل الجزء غير البالوي من الدماغ الانتهائي على بناء البالة الفرعية. تتميز البالة لدى الفقاريات القاعدية ببنية بسيطة نسبيًا مكونة من ثلاث طبقات، وتضم هذه الطبقات 3-4 نطاقات متباينة من الناحية النسيجية، فضلًا عن البصلة الشمية.
اعتُقد في السابق أن البالة عبارة عن مرادف للقشرة المخية بينما اعتُبرت البالة الفرعية مرادفًا لنواة الدماغ الانتهائي، لكن اتضح فيما بعد أن البالة مسؤولة عن تطوير كل من البنى القشرية (القشرة العريقة والقشرة الإسوية) والنواة البالوية (المعقد العائقي اللوزي)، في حين أن البالة الفرعية مسؤولة عن تطوير النوى المخططية، والبالوية والمائلة غير المسماة وأمام البصرية، بالإضافة إلى البنية القشرانية للحديبة الشمية، وفقًا للأدلة المقارنة التي أمكن الوصول إليها باستخدام الواسمات الجزيئية.
يتميز الجزء القشري من البالة لدى الثدييات بتصاعد تطوري محدد في التعقيد، إذ يُعد مسؤولًا عن تشكيل القشرة المخية، التي تتكون غالبيتها من جزء القشرة الإسوية المكونة من ست طبقات المتوسعة تدريجيًا، مع مناطق من القشرة العريقة الأبسط ذات الثلاث طبقات في الحواف. يمكن تقسيم القشرة العريقة إلى أقسامها الفرعية التي تضم كلًا من القشرة العريقة الحصينية من الجهة الإنسية والقشرة العريقة الشمية من الجهة الوحشية (بما في ذلك البصلة الشمية المنقارية والمناطق الشمية الأمامية).

## التطور
ما يزال تطور البالة الظهرية من الأمور غير المفهومة بشكل كامل بعد. يعتقد بعض الباحثين أنه مسؤول إلى حد كبير عن المناطق القشرية العريقة الحصينية والقرشية المتوسطة المجاورة للحصين (الانتقالية) لدى الثدييات. يفترض باحثون آخرون أنها تتحول بشكل مباشر إلى القشرة الإسوية المكونة من ست طبقات (القشرة الجديدة) المميزة للثدييات، بينما يصر بعضهم الآخر على افتراض مساهمة الأجزاء الإنسية والوحشية من البالة الظهرية (مع بعض المساهمات المحتملة من البالة الوحشية) في المصائر القشرية الإسوية والقشرية العريقة البديلة.

### لدى الإنسان
تعمل البالة أو البليوم (العباءة في اللغة اللاتينية) الموجودة لدى الإنسان على تغليف غالبية الدماغ الانتهائي، إذ يرجع هذا إلى التوسع السطحي الممتد للقشرة الإسوية. يمكن وصف بالة الدماغ الانتهائي بشكل كلاسيكي باعتبارها محتوية على ثلاثة أجزاء مميزة: البالة البدائية، والبالة الشاحبة والبالة الجديدة، لكن أصبحت هذه المفاهيم في الوقت الحالية بالية، وأمكن الاستعاضة عنها بمفاهيم البالة الإنسية، والبالة الظهرية، والبالة الوحشية والبالة البطنية المذكورة أعلاه. تاريخيًا، ذكرت مراجع التشريح أن البالة مساوية للقشرة المخية وأن البالة الفرعية مساوية لنواة الدماغ الانتهائي. مع ذلك، تشير الأبحاث التي تستخدم الواسمات الجزيئية إلى أن البالة مسؤولة عن تطوير كل من البنى القشرية (القشرة العريقة والقشرة الإسوية) والنواة البالوية (المعقد العائقي اللوزي)، في حين أن البالة الفرعية مسؤولة عن تطوير النوى المخططية، والبالوية والمائلة غير المسماة وأمام البصرية، بالإضافة إلى البنية القشرانية للحديبة الشمية.